# ポトリス3
ポトリス3（英語: Fortress 3 、朝鮮語: 포트리스 3 패왕전）は、韓国製のアクションシューティングゲームシリーズポトリスシリーズの最新作とされたオンラインゲーム。

## 概要
ポトリス2に新たなタンクや要素が追加され、タンクやマップのグラフィックなどが大幅に向上している。
日本ではバンダイゲームベンチャーがβテストを行っていたが、ポトリスシリーズの運営がガンホー・オンライン・エンターテイメントに移管されたため、βテストは中止となった。
移管後にβテストが再開される予定だったが、各国での不評が原因でサービスは終了した。

## ゲームシステム

### 同時攻撃
ポトリスシリーズでは「ディレイ」が少ないタンクから順に行動できるが、ポトリス3では「ディレイ」が同じタンクがいた場合、同時に行動できるようになった。

### 連続の蓄積
従来ダブルアタックカプセルを用いてすぐパスし、次のターンでアイテムを使うことで2度アイテムを使えることがあったが、ポトリス3においてはダブルアタックカプセルをターン毎に蓄積することで3回以上アイテムを使うもしくは攻撃できるようになった。

### 攻防戦
戦闘を繰り返し行うことで領土を広げる攻防戦が実装される予定だった。

### マップ
マップの足場を薄くするか、厚くするかを選べるようになった。また、足場がランダムで作成されるマップも追加された。

### アイテム
相手と自分のタンクの位置を入れ替えてしまうアイテムなどが、数種類が追加された。

### タンク
新たなタンクが追加された。
ショップで服などを買うことで、タンクのコスチューム（外見）を変えることが可能になった。
また、ミサイルの発射位置が砲塔の位置に変更されており（従来はどのタンクも中心位置から）、それに伴い角度変更に応じて砲塔の角度も変わるようになった。

## キャラクター
ポトリス2から登場するタンク(キャラクター)に加え、新たに6種類のタンクが追加される予定だった。
- 古典系
  - アイアンハンマー / IRON HAMMER
モーニングスターの柄頭のような鉄球を投擲するタンク。
- 近代系
  - ウォーキートーキー / WALKIE TALKIE
文字通りウォーキートーキー（ハンディトランシーバー）を背負うタンク。特殊弾の着弾点からややずれた地点に上空から空爆する。
  - ブレイザー / BLAZER
火炎放射攻撃を特徴とするタンク。ただし、火炎放射戦車のような形状ではなくタンクローリーのような形状である。
- 現代系
  - ソーラータンク / SOLAR TANK
ヒマワリのようなアレイを背負うタンク。パスを続けることで3段階まで太陽光を蓄積して攻撃できる特殊弾を持つ。
  - ウインドブロウ / WIND BLOW
プロペラを背負ったターボファンエンジンのような形状をしたタンク。
- 未来系
  - レインボーシェル / RAINBOW SHELL
虹色のアンモナイト状の機体を持つタンク。特殊弾はマインシェルというヤドカリ型の自走爆弾。